# ガラス繊維

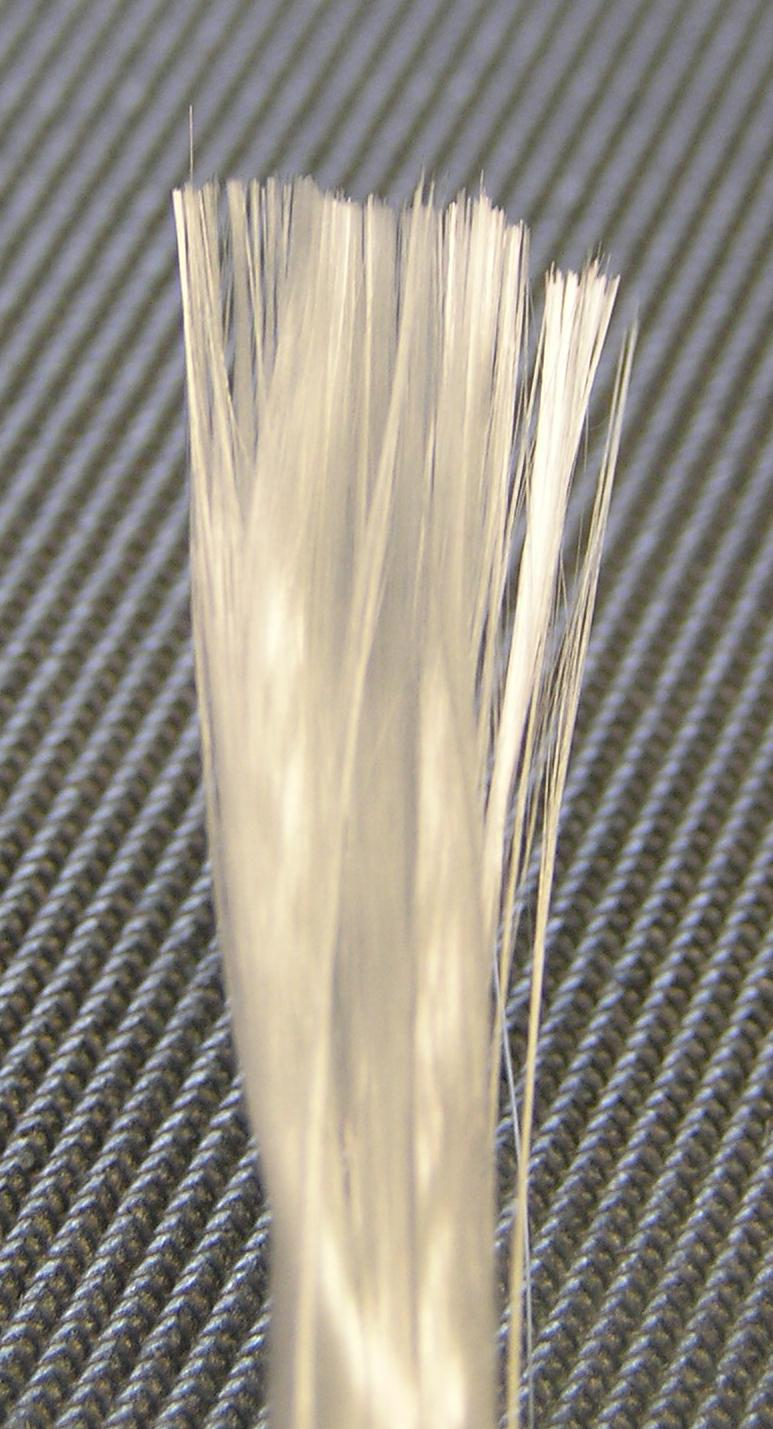
ガラス繊維

ガラス繊維（ガラスせんい、英語: glass fiber）は、ガラスを融解、加工して繊維状にしたもの。「グラスファイバー（長繊維）」と「グラスウール（短繊維）」の総称である。

## 概要
一般的には紡織用の長繊維（ガラスファイバー、グラスファイバー）と断熱用の短繊維（グラスウール）に大別される。長繊維と短繊維のほか中繊維を分けることもある。
グラスファイバー（長繊維）には、FRP用（Fiber Reinforced Plastics：繊維強化熱硬化性プラスチック）やFRTP用（Fiber Reinforced Thermo-plastics：繊維強化熱可塑性プラスチック）などがあり樹脂補強用繊維（Reinforcement）として用いられている。
グラスウール（短繊維）は高い断熱性と不燃性から住宅などの断熱材、また吸音材として用いられる。

## 特性

### 物理的性能
- ガラス繊維は抗張力が大きいことで知られ、同直径のピアノ線より強く、ナイロン等の抗張力の4倍程度である[4]。
- 引張強度や比強度が大きく、弾性係数や比弾性係数も大きい[3]。
- 寸法安定性も良い[3]。

### 電気的性能
電気絶縁性は高く、絶縁抵抗が大きく耐電圧も大きい。加熱すると電気絶縁性が低下するが、これは主に表面の有機物の変質や炭化による。

### 熱的性能
耐熱性では300℃で熱しても強力等に変化はない。無アルカリ性繊維の場合、400℃で1時間加熱すると50%の強力低下がみられる。800℃まで強力低下が続き、それ以上になると溶融する。
熱伝導率では、ガラス自体の熱伝導率は大きいが、ガラスウール状にかさを大きくすると空気を多く含んで熱伝導率が小さくなる。

### 化学的性能
- フッ酸や希硫酸以外の酸に強い[3][4]。
- 弱アルカリの場合は熱浴で、強アルカリの場合は冷浴でも弱い[3][4]。
- 吸湿性が少なく、耐薬品性、耐風化性が高い[3]。

## 製法
ガラスはほとんどの薬品に溶けず、高温度でなければ低粘度の状態にならないため、1300℃以上の高温で溶融紡糸を行う。
紡糸の方法にはマーブルメルト法とダイレクトメルト法がある。
マーブルメルト法（M.M.法）
高温で溶融した材料をマーブル（ガラス玉）に加工した後、これを再溶融して紡糸を行う方法。
ダイレクトメルト法（D.M.法）
ガラス素地を炉の中で溶融し、直接に紡糸炉に送って形成する方法。
長繊維の場合、紡糸ノズルから連続的に高速度で撚りをかけながら糸状に引き延ばす。
短繊維の場合、溶融ガラスを高圧空気や高圧蒸気で吹き飛ばして形成する。

## 安全性

### IARC
国際がん研究機関（IARC）の発がん性区分では、長繊維（Continuous Glass Filament）、グラスウール断熱材（Glass Wool for Insulation）及び特殊用途ガラス繊維（Special-purpose wool）に区分して定めている。
- グラスウール - IARCでは1987年からグループ2B（ヒト発ガン性の可能性あり "possibly carcinogenic"）としていたが、2001年のリヨンでの会議でグループ3（ヒト発がん性に分類されない "not classifiable as to its carcinogenicity"）に評価変更された[5]。
- 長繊維（Continuous Glass Filament） - 世界保健機関（WHO）の定める「人に対する吸入性繊維」の要件を満たさず、IARCでもグループ3（ヒト発がん性に分類されない "not classifiable as to its carcinogenicity"）とされている[5]。
- 特殊用途ウール - バッテリーセパレーターやクリーンルーム用高性能フィルター材として用いられる極細繊維であり、IARCではグループ2B：（ヒト発ガン性の可能性あり "possibly carcinogenic"）としている[5]。

### EU
欧州連合では1997年12月5日にEU断熱材指令（97/69/EC）が発効したが、ドイツは批准せず「地上建造物用途の、生体内耐久性繊維断熱材に対する製造、販売、使用禁止規定」を設けている（2000年6月1日発効）。いずれもガラス長繊維は規制対象外である。